# Ecuación de Clausius-Clapeyron

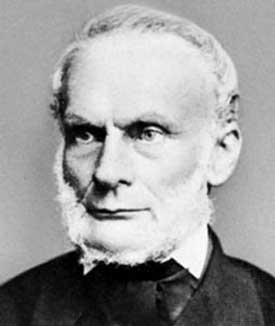
Rudolf Clausius.

En termoquímica, la ecuación de Clausius-Clapeyron es una manera de caracterizar una transición de fase discontinua entre dos fases de materia de un modo constituyente. Es llamada así en honor a Rudolf Clausius y  Émile Clapeyron. 

## Simbología
| Símbolo              | Nombre                  | Unidad     |
| -------------------- | ----------------------- | ---------- |
| {\displaystyle L}    | Calor latente           | J / kg     |
| {\displaystyle M}    | Masa molar              | kg / mol   |
| {\displaystyle R}    | Constante del Gas Ideal | J / (kg K) |
| {\displaystyle S}    | Entropía                | J / K      |
| {\displaystyle T}    | Temperatura             | K          |
| {\displaystyle V}    | Volumen                 | m3         |
| {\displaystyle p}    | Presión                 | Pa         |
| {\displaystyle s}    | Entropía específica     | J / (kg K) |
| {\displaystyle v}    | Volumen específico      | m3 / kg    |
| {\displaystyle \mu } | Potencial químico       | J / mol    |

## Definición
En un diagrama P-T (presión-temperatura), la línea que separa ambos estados se conoce como curva de coexistencia. La relación de Clausius-Clapeyron determina la pendiente de dicha curva. Matemáticamente se puede expresar como:
{\displaystyle {\frac {\mathrm {d} p}{\mathrm {d} T}}={\frac {L}{T\ \Delta v}}={\frac {S}{\Delta V}}}
donde {\displaystyle \mathrm {d} p/\mathrm {d} T} es la pendiente de dicha curva, {\displaystyle L} es el calor latente o entalpía del cambio de fase y {\displaystyle \Delta v} es la variación de volumen específico.

## Ecuación de Clapeyron

### Derivación desde la relación Gibbs-Duhem
Supónganse dos fases, {\displaystyle \alpha } y {\displaystyle \beta }, en contacto y en equilibrio ambas. Cumpliéndose la condición de equilibrio material, los potenciales químicos se relacionan tal que
{\displaystyle \mu _{\alpha }=\mu _{\beta }}
De la relación entre el cambio de calor y entropía en un proceso reversible {\displaystyle \delta q=T\,\mathrm {d} S}, se tiene que la cantidad de calor añadido en la reacción es:
{\displaystyle L=T(s_{\beta }-s_{\alpha })}
|               | Relación de Gibbs-Duhem | 2 | 3                                                                                               |
| ------------- | --- | --- | ----------------------------------------------------------------------------------------------- |
| Ecuaciones    | {\displaystyle \mathrm {d} \mu =M(-s\ \mathrm {d} T+v\ \mathrm {d} p)}                                                                         | {\displaystyle \mu _{\alpha }=\mu _{\beta }}                                                                                                  | {\displaystyle L=T(s_{\beta }-s_{\alpha })}                                                     |
| Evaluando     | {\displaystyle \mathrm {d} (\mu _{\beta }-\mu _{\alpha })=M[-(s_{\beta }-s_{\alpha })\ \mathrm {d} T+(v_{\beta }-v_{\alpha })\ \mathrm {d} p]} | |                                                                                                 |
| Sustituyendo  | {\displaystyle \mathrm {d} (\mu _{\beta }-\mu _{\beta })=M[-(s_{\beta }-s_{\alpha })\ \mathrm {d} T+(v_{\beta }-v_{\alpha })\ \mathrm {d} p]}  | {\displaystyle \mathrm {d} (\mu _{\beta }-\mu _{\beta })=M[-(s_{\beta }-s_{\alpha })\ \mathrm {d} T+(v_{\beta }-v_{\alpha })\ \mathrm {d} p]} |                                                                                                 |
| Simplificando | {\displaystyle 0=-(s_{\beta }-s_{\alpha })\ \mathrm {d} T+(v_{\beta }-v_{\alpha })\ \mathrm {d} p}                                             | {\displaystyle 0=-(s_{\beta }-s_{\alpha })\ \mathrm {d} T+(v_{\beta }-v_{\alpha })\ \mathrm {d} p}                                            |                                                                                                 |
| Despejando    | {\displaystyle {\frac {\mathrm {d} p}{\mathrm {d} T}}={\frac {s_{\beta }-s_{\alpha }}{v_{\beta }-v_{\alpha }}}}                                | {\displaystyle {\frac {\mathrm {d} p}{\mathrm {d} T}}={\frac {s_{\beta }-s_{\alpha }}{v_{\beta }-v_{\alpha }}}}                               | {\displaystyle (s_{\beta }-s_{\alpha })={\frac {L}{T}}}                                         |
| Sustituyendo  | {\displaystyle {\frac {\mathrm {d} p}{\mathrm {d} T}}={\frac {L}{T\ (v_{\beta }-v_{\alpha })}}}                                                | {\displaystyle {\frac {\mathrm {d} p}{\mathrm {d} T}}={\frac {L}{T\ (v_{\beta }-v_{\alpha })}}}                                               | {\displaystyle {\frac {\mathrm {d} p}{\mathrm {d} T}}={\frac {L}{T\ (v_{\beta }-v_{\alpha })}}} |

### Aproximación de gas ideal a bajas temperaturas
- Cuando la fase de transición de una sustancia esta entre un fase gaseosa y una fase de condensado (líquido o sólido), y ocurre a temperaturas mucho más bajas que la temperatura crítica de una sustancia, el volumen específico de la fase gaseosa ({\displaystyle v_{g}}), excede grandemente el de la fase de condensado ({\displaystyle v_{c}}).
- Si la presión también es baja, el gas se puede aproximar con la Ley del Gas Ideal.

|               | 1 | Gas Ideal                                                                                                | Ecuación de Clapeyron                                                                                    |
| ------------- | --- | --- | --- |
| Ecuaciones    | {\displaystyle \Delta v=v_{g}-v_{c}}                                                                     | {\displaystyle p\ v_{g}=R\ T}                                                                            | {\displaystyle {\frac {\mathrm {d} p}{\mathrm {d} T}}={\frac {L}{T\ \Delta v}}}                          |
| Ordenando     | {\displaystyle \Delta v=v_{g}{\Bigl (}1-{\frac {v_{c}}{v_{g}}}{\Bigr )}}                                 | {\displaystyle v_{g}={\frac {R\ T}{p}}}                                                                  | |
| Aproximando   | {\displaystyle \Delta v\approx v_{g}}                                                                    | | |
| Sustituyendo  | {\displaystyle \Delta v={\frac {R\ T}{p}}}                                                               | {\displaystyle \Delta v={\frac {R\ T}{p}}}                                                               | |
| Sustituyendo  | {\displaystyle {\frac {\mathrm {d} p}{\mathrm {d} T}}={\frac {L}{T}}{\Bigl (}{\frac {p}{R\ T}}{\Bigr )}} | {\displaystyle {\frac {\mathrm {d} p}{\mathrm {d} T}}={\frac {L}{T}}{\Bigl (}{\frac {p}{R\ T}}{\Bigr )}} | {\displaystyle {\frac {\mathrm {d} p}{\mathrm {d} T}}={\frac {L}{T}}{\Bigl (}{\frac {p}{R\ T}}{\Bigr )}} |
| Simplificando | {\displaystyle {\frac {\mathrm {d} p}{\mathrm {d} T}}={\frac {p\ L}{T^{2}\ R}}}                          | {\displaystyle {\frac {\mathrm {d} p}{\mathrm {d} T}}={\frac {p\ L}{T^{2}\ R}}}                          | {\displaystyle {\frac {\mathrm {d} p}{\mathrm {d} T}}={\frac {p\ L}{T^{2}\ R}}}                          |

## Aplicación
Esta expresión puede ser usada para predecir dónde se va a dar una transición de fase. Por ejemplo, la ecuación de Clausius-Clapeyron se usa frecuentemente para explicar el patinaje sobre hielo: el patinador (de unos 70 kg), con la presión de sus cuchillas, aumenta puntualmente la presión sobre el hielo, lo cual lleva a este a fundirse. ¿Funciona dicha explicación? Si T = −2 °C, se puede emplear la ecuación de Clausius-Clapeyron para hallar la presión necesaria para fundir el hielo a dicha temperatura. Asumiendo que la variación de la temperatura es pequeña, y que por tanto se puede considerar constante tanto el calor latente de fusión como los volúmenes específicos, se puede usar:
{\displaystyle {\Delta p}={\Bigl (}{\frac {L}{T\ \Delta v}}{\Bigr )}{\Delta T}}
y sustituyendo los valores de:
| {\displaystyle L} | {\displaystyle T} | {\displaystyle \Delta v} | {\displaystyle \Delta T} | {\displaystyle \Delta p} | {\displaystyle \Delta p} |
| ----------------- | ----------------- | ------------------------ | ------------------------ | ------------------------ | ------------------------ |
| J / kg            | K                 | m3 / kg                  | K                        | MPa                      | kgf / cm2                |
| 3.34 x 105        | 271.15            | 9.05 x 10-5              | 2                        | 27.2                     | 277.36                   |

Esta presión es la equivalente a la de un peso de 150 kg (luchador de sumo) situado sobre unos patines de área total de contacto con el hielo de 0,54 cm2. Evidentemente, este no es el mecanismo por el cual se funde el hielo bajo las cuchillas de los patines (es un efecto de calentamiento por fricción).

### Características de la ecuación de Clausius-Clapeyron
- La condensación tiende a volver el gas que se ha formado por vaporización al estado líquido.
- La velocidad de condensación aumenta a medida que tiene lugar la vaporización, y aumenta la presión del vapor.
- El valor de la presión de vapor es independiente de las cantidades del líquido y vapor, mientras haya presente cualquier superficie libre del líquido. Este valor depende en realidad de la cantidad de moléculas ganadas o perdidas por el líquido.
- A mayor área expuesta al vapor, mayor será la cantidad de moléculas ganadas por el líquido.
- La composición del líquido es determinante en el valor de la presión de vapor durante el equilibrio.
- A mayor masa molecular menor valor en la presión de vapor. Este tipo de tratamiento permite además obtener los valores del calor y de la entropía de vaporización del líquido. Existen varios métodos para medir la presión de vapor. Los más conocidos son:
- El isoteniscopio, cuando la presión externa es igual a la presión de vapor el manómetro de comparación, sumergido en el baño, debe tener la misma altura en las dos ramas. (Al igual que la guía en el paso 4.3.3)
- El aparato de Ramsey-Yung, el depósito del termómetro está a la temperatura del líquido que se halla en equilibrio con la presión a que está sometido el sistema.

Al sustituir el volumen usando la Ley del Gas Ideal, la ecuación de Clausius-Clapeyron queda como una ecuación diferencial ordinaria de primer orden de variables separables. Al separar las variables, nos queda:
{\displaystyle {\frac {\mathrm {d} p}{p}}={\frac {\Delta H_{vap}\mathrm {d} T}{RT^{2}}}}
Para resolver la ecuación diferencial, integramos ambos lados. y obtenemos: 
{\displaystyle \ln p=-{\frac {\Delta H_{vap}}{RT}}+C}
Cuando representamos gráficamente {\displaystyle \ln p} vs {\displaystyle 1/T}, se obtiene una recta con pendiente igual a {\displaystyle -\Delta H_{vap}/R} y ordenada en el origen igual a {\displaystyle C}. La presión de vapor del líquido de una sustancia pura, a diferentes temperaturas cumple esta ecuación de Clausius. Para una substancia pura existe una relación definida entre la presión de saturación y la temperatura de saturación, la cual puede ser representada mediante una curva típica como se muestra en la figura 1, la cual recibe el nombre de curva de presión de vapor.
El término temperatura de saturación designa la temperatura en la cual se efectúa la vaporización a una presión dada, y esta presión recibe el nombre de presión de saturación para la temperatura dada.
Como se puede observar en la gráfica, la curva de presión del vapor va creciendo a medida que aumenta la temperatura y la presión.
Cuando existe alguna substancia, una parte en forma líquida y otra como vapor a la temperatura de saturación, se define su calidad como la proporción de la masa de vapor a la masa total. O sea: si la masa del vapor es 0.2 kg y la masa del líquido es 0.8 kg, la calidad es del 20 %. Ésta puede considerarse como una propiedad intensiva y tiene el símbolo x. La palabra calidad solo tiene sentido cuando las substancias se hallan en un estado saturado; esto es, a presión y temperatura de saturación.
Igualmente la calidad del vapor ({\displaystyle x}) puede ser determinado mediante la siguiente ecuación:
{\displaystyle x={\frac {m_{\rm {v}}}{m_{\rm {v}}+m_{\rm {l}}}}}
Donde {\displaystyle m_{\rm {v}}} es la masa de vapor y {\displaystyle m_{\rm {l}}} es la masa del líquido.
Importancia de la ecuación de Clausius-Capleyron. Ésta es una importante relación termodinámica pues permite determinar la entalpía de vaporización a una temperatura determinada midiendo simplemente la pendiente de la curva de saturación en un diagrama P-T y el volumen específico del líquido saturado y el vapor saturado a la temperatura dada.
La ecuación de Clapeyron permite calcular la pendiente de una línea de equilibrio entre dos fases en el diagrama de fases P-T de un sistema de un componente.